# Анужите, Аурелия
Аурелия Анужите (после замужества Аурелия Анужите-Лауциня латыш. Aurēlija Anužīte-Lauciņa; род. 10 августа 1972) — латвийская актриса.

## Биография
Аурелия Анужите родилась 10 августа 1972 года в литовском городе Паневежис в семье инженера.
Окончила Паневежскую 1-ю вечернюю среднюю школу (1990). Училась на театральном факультете Литовской консерватории (1990—1991), на отделении театрального и киноискусства Латвийской академии культуры (1993—1997).
Была актрисой Нового Рижского театра. Снималась в кино, дебютировала в 1992 году в главной роли в остросюжетной ленте режиссёра Василия Масса «Паук».
Была замужем за актёром Иваром Калныньшем. Во втором браке с Андрисом Лауциньшем, председателем правления Совета иностранных инвесторов в Латвии (FICIL). Имеет   шестерых детей.

## Роли в театре
- 1997 — «Чайка» А. П. Чехова — Нина Заречная
- 1997 — «Девица Кристина» Мирчи Элиаде — Кристина
- 1998 — «Приключения Буратино» по повести-сказке А. Н. Толстого — Мальвина
- 1998 — «Дни портных в Силмачах» Рудольфа Блауманиса — Пиндациша
- 1998 — «Аркадия» Тома Стоппарда — Хлоя Каверли
- 1998 — «Добрый человек из Сычуани» Бертольта Брехта — Шен

## Фильмография
- 1992 — Паук — Вита
- 1992 — Тайны семьи де Граншан — Полина де Граншан (озвучила Анна Каменкова)
- 1993 — И увидел во сне (Казахстан)
- 1993 — Серый свет ноября (Финляндия, Эстония) — проститутка
- 1996 — Рижские девы — Инара
- 1998 — Цветы от победителей — Оля
- 2000 — Мистерия старой управы — Магда
- 2001 — Вальс судьбы — Кристина
- 2004 — Красная капелла — жена Гроссфогеля
- 2005 — Архангел (Великобритания) — Ольга
- 2006 — Цена безумия — Анна
- 2007 — Летнее безумие (Австрия, Великобритания, Латвия, Россия) — Наташа
- 2007 — Горькое вино — Анна
- 2018 — Хомо Новус (Латвия) — госпожа Дагис